# Pang pang-bruden
Pang pang-bruden (franska: Faut pas prendre les enfants du bon Dieu pour des canards sauvages) är en fransk kriminalfilm från 1968 i regi av Michel Audiard.

## Rollista i urval
- Françoise Rosay - Léontine
- Bernard Blier - Charles, "le Téméraire"
- Marlène Jobert - Rita
- André Pousse - Fred, "l'Élégant"
- Paul Frankeur - Ruffin
- Robert Dalban - Casimir
- Michel Charrel - Le Viking
- Mario David - Jacky
- Catherine Hugues - stripteasedansösen